# Strand-mandstro
Strandmandstro (Eryngium maritimum) eller Strandtidsel er en 25-60 cm høj skærmplante, der vokser på sandede strandbredder. Strandmandstro er en flerårig urt, der på Den danske Rødliste 2019 er vurderet (rødlistetvurderet) til Livskraftig (Least Concern), omend den mellem 1951 og 2015 er aftaget i hyppighed men den er ikke fredet. Insekter suger gerne nektar af blomsterne. Navnet skrives også Strand-Mandstro.

## Beskrivelse
Den har en stivgrenet, halvkugleformet vækst med grågrønne, glatte stængler. Bladene er ægformede og læderagtige med tornet rand. Begge bladsider er overtrukket med et vokslag, som farver dem gråligt blågrønne. Blomstringen sker i juli-august, hvor man ser blomsterne samlet i endestillede hoveder. De enkelte blomster er rørformede og lyseblå, og de sidder støttet af blålige højblade.
Planten har et meget kraftigt og dybtgående rodnet.
Højde x bredde og årlig tilvækst: 0,50 x 0,50 m (50 x 50 cm/år).

## Udbredelse
Planten er udbredt overalt langs Europas kyster, hvor den ses i sandklitter og på strandenge. I Danmark findes den spredt ved Vesterhavet og Østersøen og enkelte andre steder, f.eks. på Hjelm, langs kysten syd for Aarhus, på øerne Ejlinge og Æbelø ved Nordfyn og på Enø i Smålandsfarvandet.
På kystskrænten ved Hanstholm findes arten sammen med bl.a. engelskgræs, alm. engelsød, kattefod, alm. kællingetand, marehalm, gul snerre, harekløver, havtorn, klitøjentrøst, markkrageklo, sandhjælme, smalbladet timian, strandfladbælg, strandvejbred og vellugtende gulaks